# اونالدی (بتلیس)
اونالدی (به ترکی استانبولی: Ünaldı) یک منطقهٔ مسکونی در ترکیه است که در بیتلیس واقع شده‌است. اونالدی ۶۷ نفر جمعیت دارد.